# Reglas de ortografía en la lengua castellana
Las Reglas de orthographía en la lengua castellana cōpuestas por el Maestro Antonio de lebrixa son la primera edición impresa de las normas ortográficas del idioma español, publicadas por Antonio de Nebrija en Alcalá de Henares en 1517.

## Historia
Las primeras «Reglas de ortografía en la lengua castellana» se acabaron de imprimir en Alcalá de henares el 12 de mayo de 1517, en el taller tipográfico de Arnao Guillén de Brocar. Su objetivo era normalizar el uso escrito del español. Esta primera edición consta de 23 páginas repartidas en 12 hojas en cuarto, impresas en letra gótica.
Hubo una reedición «no autorizada» publicada en León, en 1527. No se volvieron a editar hasta 1753, en Madrid, por Gregorio Mayans y Siscar. Y en 1923 por Benjamín Escudero de Juana, también en Madrid. La primera edición facsímil se publicó en Bogotá en 1977, a cargo de Antonio Quilis.

## Autor
Antonio de Nebrija (Lebrija, 1444 - Alcalá de Henares, 1522) fue un representante del humanismo renacentista en España, desde su faceta de lingüista, como autor de la primera gramática y ortografía impresas en la lengua romance castellana. Fue catedrático en las universidades de Salamanca y de Alcalá. Destacado gramático de las lenguas latina, griega, hebrea y española, con una fructífera obra didáctica:
- Introductiones latinae (1481)
- Introducciones latinas contrapuesto el romance al latín (1488)
- Gramática de la lengua castellana (1492)
- Diccionario latino-español (1492)
- Vocabulario español-latino (c. 1495)
- Artis rethoricae (1515)
- De litteris Hebraicis (1515)
- Reglas de orthographía en la lengua castellana (1517)

## Contenido y estructura

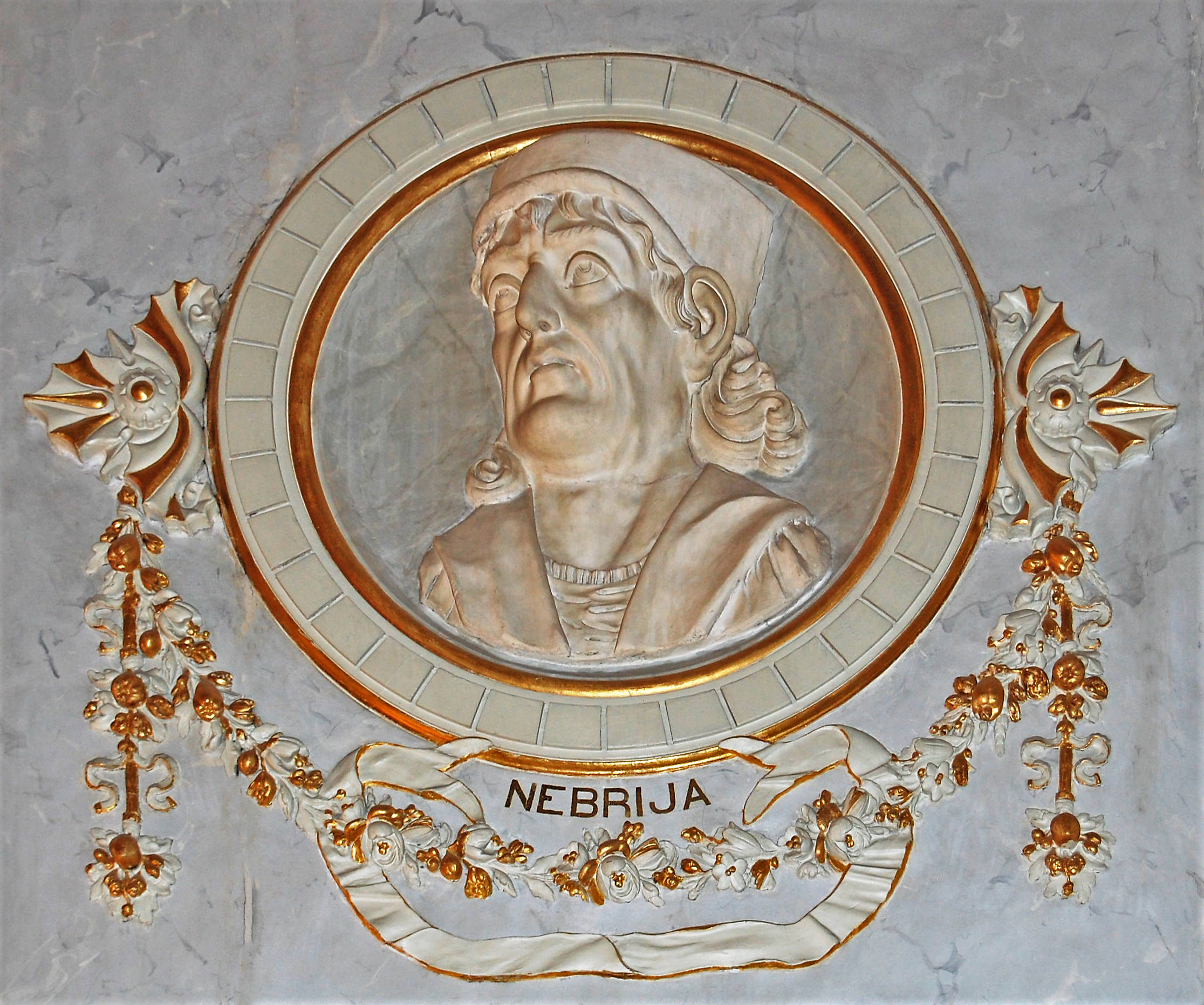
Medallón de Nebrija en el Ayuntamiento de Alcalá de Henares.

La ortografía es el arte de escribir correctamente. Para ello, esta disciplina lingüística intenta normalizar la escritura de un idioma, mediante reglas, sobre como se deben utilizar los signos gráficos convencionales que conforman esa lengua en relación con su habla. Los tratados de ortografía sirven para describir y fijar la escritura de una lengua, y también son una herramienta para la enseñanza de un idioma.
Nebrija en su Gramática Castellana de 1492 ya introduce capítulos dedicados a la ortografía, considerándola como una relación biunívoca entre la pronunciación y la escritura. Este principio seguirá siendo el fundamento rector de sus Reglas de ortografía en la lengua castellana de 1517. Sus postulados han servido como fuente lingüística para el conocimiento de los fonemas y sonidos del castellano de su época; pero teniendo en cuenta que la normalización gráfica simplifica y obvia la variabilidad fonética de la lengua hablada.
El libro consta de un prólogo, siete definiciones, siete principios y nueve capítulos:
- Capítulo I. Dice Quintiliano...
- Capítulo II. Del remedio que se podría tener para escribir rectamente el castellano
- Capítulo III. De la "b" y "u" consonante o vocal
- Capítulo IV. De tres oficios de la h
- Capítulo V. De la "r" y de la "s"
- Capítulo VI. De tres oficios de la "u"
- Capítulo VII. Que se puede escribir lo que no se lee y por el contrario
- Capítulo VIII. Que en la pronunciación muchas veces la proporción falta
- Capítulo IX. De la orden de las letras.

Nebrija, con su propuesta ortográfica castellana, iniciará el camino a los postulados de otros lingüistas hasta llegar a las actuales normas ortográficas de 2010, establecidas por la Real Academia Española y consensuadas con la Asociación de Academias de la Lengua Española.

## Conmemoración
Correos de España emitió un sello postal el 16 de enero de 2017, dentro de la serie «Efemérides», para celebrar el «V Centenario Reglas de ortografía española de don Elio Antonio de Nebrija en 1517». Fue impreso en Offset, en formato horizontal de 40,9 x 28,8 mm, con una tirada de 220.000 sellos. Junto con el matasellos y sobre de primer día de circulación. Su diseño presenta el rostro de la escultura de Antonio de Nebrija, ubicada en la fachada principal de la Biblioteca Nacional de Madrid, inserta en el número romano «V», en conmemoración del quinto centenario de la publicación del libro; como fondo del sello, aparecen distintas letras superpuestas.